# Словаччина на зимових Олімпійських іграх 2010
Словаччина на зимових Олімпійських іграх 2010, які проходили у Ванкувері (Канада), була представлена 73 спортсменами (38 чоловіками та 30 жінками) у 8 видах спорту. Прапороносцем на церемонії відкриття Олімпійських ігор був хокеїст Жигмунд Палффі, а на церемонії закриття — біатлоніст Павол Гурайт.
Словацькі спортсмени вибороли 3 медалі: 1 золоту, 1 срібну, 1 бронзову. Олімпійська збірна Словаччини зайняла 17 неофіційне загальнокомандне місце.

## Медалісти
Золото
| Золото |                    |                         |
| №      | Спортсмени         | Вид спорту (дисципліна) |
| 1      | Анастасія Кузьміна | Біатлон (спринт)        |

Срібло
| Срібло |                    |                          |
| №      | Спортсмени         | Вид спорту (дисципліна)  |
| 1      | Анастасія Кузьміна | Біатлон (переслідування) |

Бронза
| Бронза |              |                         |
| №      | Спортсмени   | Вид спорту (дисципліна) |
| 1      | Павол Гурайт | Біатлон, мас-старт      |

Окрім медалістів чудово виступили на олімпіаді словацькі хокеїсти. Хоча вони й програли матч за 3-є місце фінам і отримали медалі з буряка, але четверте місце на олімпіаді й перемоги над монстрами світового хокею росіянами й шведами, для збірної невеликої країни можна вважати великим успіхом.

## Біатлон
| Спортсмен                                                            | Дисципліна                     | Час       | Промахів    | Місце |
| -------------------------------------------------------------------- | ------------------------------ | --------- | ----------- | ----- |
| Павол Гурайт                                                         | спринт, чоловіки               | 25:15.0   | 1 (0+1)     | 7     |
| Павол Гурайт                                                         | гонка переслідування, чоловіки | 35:12.8   | 3 (1+0+0+2) | 16    |
| Павол Гурайт                                                         | мас-старт, чоловіки            | 35:52.3   | 0           | 3     |
| Павол Гурайт                                                         | індивідуальна гонка, чоловіки  | 49:39.0   | 1 (0+0+1+0) | 5     |
| Marek Matiaško                                                       | спринт, чоловіки               | 27:37.4   | 3 (1+2)     | 66    |
| Marek Matiaško                                                       | індивідуальна гонка, чоловіки  | 52:47.9   | 2 (0+1+0+1) | 33    |
| Мирослав Матяшко                                                     | спринт, чоловіки               | 28:15.9   | 4 (1+3)     | 76    |
| Мирослав Матяшко                                                     | індивідуальна гонка, чоловіки  | 53:29.2   | 3 (1+1+0+1) | 47    |
| Душан Шімочко                                                        | спринт, чоловіки               | 28:11.4   | 3 (1+2)     | 75    |
| Душан Шімочко                                                        | індивідуальна гонка, чоловіки  | 51:20.6   | 2 (0+0+2+0) | 18    |
| Мирослав Матяшко Марек Матяшко Душан Шімочко Павол Гурайт            | естафета, чоловіки             | 1:28:54.1 | 14 (2+12)   | 15    |
| Яна Герекова                                                         | спринт, жінки                  | 21:54.0   | 3 (1+2)     | 40    |
| Яна Герекова                                                         | гонка переслідування, жінки    | 34:17.4   | 4 (0+3+0+1) | 40    |
| Яна Герекова                                                         | індивідуальна гонка, жінки     | 45:46.4   | 4 (1+0+1+2) | 46    |
| Мартіна Галінарова                                                   | спринт, жінки                  | 22:19.0   | 2 (1+1)     | 54    |
| Мартіна Галінарова                                                   | гонка переслідування, жінки    | LAP       | 6 (1+2+3+ ) | LAP   |
| Мартіна Галінарова                                                   | індивідуальна гонка, жінки     | 45:38.7   | 3 (0+1+0+2) | 44    |
| Любомира Калінова                                                    | спринт, жінки                  | 23:47.2   | 5 (3+2)     | 81    |
| Любомира Калінова                                                    | індивідуальна гонка, жінки     | 50:38.7   | 7 (2+0+2+3) | 80    |
| Анастасія Кузьміна                                                   | спринт, жінки                  | 19:55.6   | 1 (1+0)     | 1     |
| Анастасія Кузьміна                                                   | гонка переслідування, жінки    | 30:28.3   | 2 (0+1+1+0) | 2     |
| Анастасія Кузьміна                                                   | мас-старт, жінки               | 36:02.9   | 3 (1+1+1+0) | 8     |
| Анастасія Кузьміна                                                   | індивідуальна гонка, жінки     | 45:16.0   | 5 (2+1+1+1) | 39    |
| Мартіна Галінарова Анастасія Кузьміна Наталія Прекопова Яна Герекова | естафета, жінки                | 1:13:15.8 | 12 (1+11)   | 13    |

## Бобслей
| Спортсмени                                                    | Дисципліна | Спуск 1 | Спуск 2       | Спуск 3       | Спуск 4       | Разом         | Місце |
| ------------------------------------------------------------- | ---------- | ------- | ------------- | ------------- | ------------- | ------------- | ----- |
| Мілан Ягнешак Петр Наровец                                    | двійки     | 53.18   | 53.16         | 52.73         | 52.99         | 3:32.06       | 20    |
| Мілан Ягнешак Мартін Тешович Марцел Лопуховський Петр Наровец | четвірки   | 55.25   | не стартували | не стартували | не стартували | не стартували | —     |

## Гірськолижний спорт
| Спортсмен         | Змагання                     | Фінал        | Фінал         | Фінал   | Фінал | Фінал |
| Спортсмен         | Змагання                     | Спуск 1      | Спуск 2       | Разом   | Місце |       |
| ----------------- | ---------------------------- | ------------ | ------------- | ------- | ----- | ----- |
| Ярослав Бабусяк   | комбінація, чоловіки         | не фінішував | —             | —       | —     |       |
| Ярослав Бабусяк   | швидкісний спуск, чоловіки   |              |               | 1:59.99 | 52    |       |
| Ярослав Бабусяк   | гігантський слалом, чоловіки | 1:22.22      | 1:24.90       | 2:47.12 | 44    |       |
| Ярослав Бабусяк   | слалом, чоловіки             | 52.10        | 54.76         | 1:46.86 | 30    |       |
| Ярослав Бабусяк   | супергігант, чоловіки        |              |               | 1:35.25 | 37    |       |
| Яна Гантнерова    | гігантський слалом, жінки    | 1:20.00      | 1:15.73       | 2:35.73 | 35    |       |
| Яна Гантнерова    | слалом, жінки                | 53.54        | 53.92         | 1:47.46 | 24    |       |
| Вероніка Зузулова | гігантський слалом, жінки    | 1:18.96      | не стартувала | —       | —     |       |
| Вероніка Зузулова | слалом, жінки                | 52.11        | 53.03         | 1:45.14 | 10    |       |

## Лижні перегони
Дистанція
| Спортсмени      | Дисципліни                      | Фінал     | Фінал |
| Спортсмени      | Дисципліни                      | Час       | Місце |
| --------------- | ------------------------------- | --------- | ----- |
| Мартін Байчичак | 15 км, вільним стилем, чоловіки | 34:59.3   | 23    |
| Мартін Байчичак | 30 км дуатлон                   | 1:17:58.1 | 25    |
| Іван Батори     | 15 км, вільним стилем, чоловіки | 35:38.1   | 40    |
| Міхал Малак     | 15 км, вільним стилем, чоловіки | 36:22.8   | 54    |

Спринт
| Спортсмен        | Дисципліна       | Кваліфікація | Кваліфікація | Чвертьфінал | Чвертьфінал | Півфінал  | Півфінал | Фінал     | Фінал |
| Спортсмен        | Дисципліна       | Результат    | Місце        | Результат   | Місце       | Результат | Місце    | Результат | Місце |
| ---------------- | ---------------- | ------------ | ------------ | ----------- | ----------- | --------- | -------- | --------- | ----- |
| Петер Млинар     | спринт, чоловіки | 3:55.76      | 57           | DNQ         | DNQ         | DNQ       | DNQ      | DNQ       | 57    |
| Алена Прохазкова | спринт, жінки    | 3:46.16      | 16 Q         | 3:40.1      | 4           | DNQ       | DNQ      | DNQ       | 18    |

## Санний спорт
| Спортсмени                   | Дисципліни              | Спуск 1 | Спуск 2 | Спуск 3 | Спуск 4 | Разом    | Місце |
| ---------------------------- | ----------------------- | ------- | ------- | ------- | ------- | -------- | ----- |
| Вероніка Саболова            | одиночні сани, жінки    | 41.999  | 41.925  | 42.563  | 42.055  | 2:48.542 | 14    |
| Яна Шишайова                 | одиночні сани, жінки    | 42.297  | 42.172  | 42.529  | 48.101  | 2:55.099 | 27    |
| Йозеф Нініс                  | одиночні сани, чоловіки | 49.196  | 49.153  | 49.643  | 49.039  | 3:17.414 | 24    |
| Ян Гарніш & Браніслав Регець | двійки, чоловіки        | 42.018  | 41.924  | Н/Д     | Н/Д     | 1:23.942 | 11    |

## Стрибки з трампліна
| Спортсмен    | Дисципліна          | Кваліфікація  | Кваліфікація | Кваліфікація | Перший раунд  | Перший раунд | Перший раунд | Фінал         | Фінал | Фінал |
| Спортсмен    | Дисципліна          | Дистанція (м) | Бали         | Місце        | Дистанція (м) | Бали         | Місце        | Дистанція (м) | Бали  | Місце |
| ------------ | ------------------- | ------------- | ------------ | ------------ | ------------- | ------------ | ------------ | ------------- | ----- | ----- |
| Томаш Зморай | нормальний трамплін | 94.5          | 107.5        | 42           | DNQ           | DNQ          | DNQ          | DNQ           | DNQ   | DNQ   |
| Томаш Зморай | великий трамплін    | 119.5         | 100.6        | 40 Q         | 108.0         | 77.4         | 43           | DNQ           | DNQ   | DNQ   |

## Фігурне катання
| Спортсмени         | Дисципліна               | SP/SD | SP/SD | FS/FD | FS/FD | Разом | Разом |
| Спортсмени         | Дисципліна               | Бали  | Місце | Бали  | Місце | Бали  | Місце |
| ------------------ | ------------------------ | ----- | ----- | ----- | ----- | ----- | ----- |
| Івана Рейтмайєрова | одиночні змагання, жінки | 41.94 | 28    | DNQ   | DNQ   | DNQ   | DNQ   |

## Хокей

### Чоловічий турнір
Груповий етап. Група B
| М | Команда    | В | ВО | ПО | П | ШЗ | ШП | Очк | Росія | Чехія | Словаччина | Латвія |
| - | ---------- | - | -- | -- | - | -- | -- | --- | ----- | ----- | ---------- | ------ |
| 1 | Росія      | 2 | 0  | 1  | 0 | 13 | 6  | 7   |       | 4:2   | 1:2 Б      | 8:2    |
| 2 | Чехія      | 2 | 0  | 0  | 1 | 10 | 7  | 6   | 2:4   |       | 3:1        | 5:2    |
| 3 | Словаччина | 1 | 1  | 0  | 1 | 9  | 4  | 5   | 2:1 Б | 1:3   |            | 6:0    |
| 4 | Латвія     | 0 | 0  | 0  | 3 | 4  | 19 | 0   | 2:8   | 2:5   | 0:6        |        |

Плей-оф
Кваліфікація: 
- Швейцарія -  Білорусь 3:2
- Чехія -  Латвія 3:2
- Словаччина -  Норвегія 4:3
- Канада -  Німеччина 8:2

|  | Чвертьфінали | Чвертьфінали |        |           | Півфінали   | Півфінали   |  |  | Фінал | Фінал |
|  |              |              |        |           |             |             |  |  |       |       |
|  |              |              |        |           |             |             |  |  |       |       |
|  |              |              |        |           |             |             |  |  |       |       |
|  | США          | 2            |        |           |             |             |  |  |       |       |
|  | США          | 2            |        |           |             |             |  |  |       |       |
|  | Швейцарія    | 0            |        |           |             |             |  |  |       |       |
|  | Швейцарія    | 0            | США    | 6         |             |             |  |  |       |       |
|  |              |              | США    | 6         |             |             |  |  |       |       |
|  |              | Фінляндія    | 1      |           |             |             |  |  |       |       |
|  | Фінляндія    | Фінляндія    | 1      | 2         |             |             |  |  |       |       |
|  | Фінляндія    |              |        | 2         |             |             |  |  |       |       |
|  | Чехія        | 0            |        |           |             |             |  |  |       |       |
|  | Чехія        | 0            | Канада | 3         |             |             |  |  |       |       |
|  |              |              | Канада | 3         |             |             |  |  |       |       |
|  |              | США          | 2      |           |             |             |  |  |       |       |
|  | Швеція       | США          | 2      | 3         |             |             |  |  |       |       |
|  | Швеція       |              |        | 3         |             |             |  |  |       |       |
|  | Словаччина   | 4            |        |           |             |             |  |  |       |       |
|  | Словаччина   | 4            | Канада | 3         | Третє місце | Третє місце |  |  |       |       |
|  |              |              | Канада | 3         | Третє місце | Третє місце |  |  |       |       |
|  |              | Словаччина   | 2      |           |             |             |  |  |       |       |
|  | Росія        | Словаччина   | 2      | 3         | Словаччина  | 3           |  |  |       |       |
|  | Росія        |              |        | 3         | Словаччина  | 3           |  |  |       |       |
|  | Канада       | 7            |        | Фінляндія | 5           |             |  |  |       |       |
|  | Канада       | 7            |        |           | 5           |             |  |  |       |       |
|  |              |              |        |           |             |             |  |  |       |       |
|  |              |              |        |           |             |             |  |  |       |       |

Чоловіча збірна Словаччини з хокею зайняла 4 місце

### Жіночий турнір
Груповий етап. Група А
| Команда    | І | В | ВП | ПП | П | З  | Пр | Різ. | Очки |
| ---------- | - | - | -- | -- | - | -- | -- | ---- | ---- |
| Канада     | 3 | 3 | 0  | 0  | 0 | 41 | 2  | +39  | 9    |
| Швеція     | 3 | 2 | 0  | 0  | 1 | 10 | 15 | -5   | 6    |
| Швейцарія  | 3 | 1 | 0  | 0  | 2 | 6  | 15 | -9   | 3    |
| Словаччина | 3 | 0 | 0  | 0  | 3 | 4  | 29 | -25  | 0    |

| 13 лютого 17:00 | Канада | 18-0 (7-0,6-0,5-0) | Словаччина | Зимовий спортивний центр УБК, Ванкувер |

| Протокол | Протокол  | Протокол  | Протокол  | Протокол                            |
| --- | --------- | --------- | --------- | ----------------------------------- |
| | Сен-П'єр  | Голкіпери | Томчикова | Арбітри: Джой Тоттман Аразимова Меґ |
| Ірвін (Ваянкур, Джонстон) - 1:39 Боном (Геффорд, Маклеод) - 3:06 Аґоста (Уеллетт, Вікенгейзер) (більшість) - 5:38 Маклеод (Боном, Уеллетт) - 8:21 Аґоста (Келлар, Состорікс) - 11:34 Кінґсбері (Пайпер, Аппс) - 15:09 Состорікс (Геффорд, Аґоста) - 16:20 Ваянкур (Джонстон) - 23:42 Пулен (більшість) - 27:21 Аґоста (Геффорд, Уеллетт) - 30:19 Геффорд (Вікенгейзер) (меншість) - 32:00 Уеллетт (Аппс, Состорікс) (меншість) - 32:44 Маклеод (Пулен, Состорікс) - 36:42 Геффорд (Аґоста, Маклеод) - 44:23 Ірвін (Ваянкур, Ворд) - 44:37 Пайпер (Вікенгейзер) - 46:54 Геффорд (Уеллетт, Келлар) - 51:03 Кінґзбері (Боттеріль) - 52:52 |           |           |           | Арбітри: Джой Тоттман Аразимова Меґ |
| 10 хв. | Вилучення | 12 хв.    |           | Арбітри: Джой Тоттман Аразимова Меґ |
| 67 | Кидки     | 9         |           | Арбітри: Джой Тоттман Аразимова Меґ |

| 15 лютого 2010 19:00 | Швеція | 6-2 (3–2, 1–0, 2–0) | Словаччина | Зимовий спортивний центр УБК, Ванкувер Глядачів: 5323 |

| Протокол | Протокол                                        | Протокол                                                                   | Протокол         | Протокол                           |
| --- | ----------------------------------------------- | -------------------------------------------------------------------------- | ---------------- | ---------------------------------- |
| | Сара Ґран                                       | Голкіпери                                                                  | Зузана Томчикова | Арбітри: Айна Гове Аразимова Гішме |
| 05:01 Вінберг (Гольмлев, Гольст, більшість) 12:11 Вінберг (Еліяссон, Гольмлев, більшість) 16:07 Ассергольт (Мюрен, Остберг) 29:07 Вінберг (Андерссон) 46:08 Гольмлев (Гольст, Андерсон, більшість) 53:20 Вінберг (Нордін) | 1 – 0 1 – 1 2 – 1 2 – 2 3 – 2 4 – 2 5 – 2 6 – 2 | 09:52 Джурнякова (Бабоньова, Геріхова) 13:29 Купкова (Цулікова, Капустова) |                  | Арбітри: Айна Гове Аразимова Гішме |
| 10 хв. | Вилучення                                       | 16 хв.                                                                     |                  | Арбітри: Айна Гове Аразимова Гішме |
| 48 | Кидки                                           | 16                                                                         |                  | Арбітри: Айна Гове Аразимова Гішме |

| 17 лютого 2010 19:00 | Словаччина | 2-5 (1–0, 0–1, 1–4) | Швейцарія | Зимовий спортивний центр УБК, Ванкувер Глядачів: 5272 |

| Протокол                                         | Протокол                                  | Протокол                                                                                                  | Протокол        | Протокол                           |
| ------------------------------------------------ | ----------------------------------------- | --- | --------------- | ---------------------------------- |
|                                                  | Зузана Томчикова                          | Голкіпери                                                                                                 | Флоренс Шеллінг | Арбітри: Улла Сіпіля Фледен, Рамбл |
| Чулікова (Чупкова) Чулікова (Капустова, Чупкова) | 1 - 0 1 - 1 2 - 1 2 - 2 2 - 3 2 - 4 2 - 5 | С. Марті С. Марті (Нуссбаум) Бенц (Меєр, Шеллінг) Леманн (Лаймґрубер, меншість) С. Марті (Гафліґер, Бенц) |                 | Арбітри: Улла Сіпіля Фледен, Рамбл |
| 12 хв.                                           | Вилучення                                 | 12 хв. |                 | Арбітри: Улла Сіпіля Фледен, Рамбл |
| 33                                               | Кидки                                     | 45 |                 | Арбітри: Улла Сіпіля Фледен, Рамбл |

Кваліфікаційний раунд
| 20 лютого 2010 19:00 | Росія | 4-2 (2-0, 1-1, 1-1) | Словаччина | Зимовий спортивний центр УБК, Ванкувер Глядачів: 5488 |

| Протокол | Протокол                | Протокол                                                            | Протокол         | Протокол                        |
| --- | ----------------------- | ------------------------------------------------------------------- | ---------------- | ------------------------------- |
| | Ірина Гашеннікова       | Голкіпери                                                           | Зузана Томчикова | Арбітри: Анна Гове Фледен Рамбл |
| Сотнікова (Лєбедєва) - 07:34 Гаврилова (Сергіна, Смоленцева, біл.) - 18:16 Терентьєва (Капустіна, Дюбанок, мен.) - 33:45 Гаврилова - 50:26 | 1-0 2-0 2-1 3-1 3-2 4-2 | Правликова (Величкова, біл.) - 23:24 Терентьєва (Величкова) - 40:31 |                  | Арбітри: Анна Гове Фледен Рамбл |
| 8 хв. | Вилучення               | 8 хв.                                                               |                  | Арбітри: Анна Гове Фледен Рамбл |
| 43 | Кидки                   | 19                                                                  |                  | Арбітри: Анна Гове Фледен Рамбл |

Гра за 7 місце
| 22 лютого 2010 14:30 | Китай | 3-1 (0-1, 1-0, 2-0) | Словаччина | Зимовий спортивний центр УБК, Ванкувер Глядачів: 5284 |

| Протокол                                                                        | Протокол                | Протокол                               | Протокол         | Протокол                              |
| ------------------------------------------------------------------------------- | ----------------------- | -------------------------------------- | ---------------- | ------------------------------------- |
|                                                                                 | Ші Яо                   | Голкіпери                              | Зузана Томчикова | Арбітри: Джой Тоттман Гішме Маджапуро |
| Ван Л. (Ю, Чжан) - 37:15 Сунь (Цжан С., Чжінь) - 45:04 Ван Л. (Цжан Б.) - 51:44 | 0 – 1 1 – 1 2 – 1 3 – 1 | 10:37 - Правликова (Юрчова, Величкова) |                  | Арбітри: Джой Тоттман Гішме Маджапуро |
| 4 хв.                                                                           | Вилучення               | 6 хв.                                  |                  | Арбітри: Джой Тоттман Гішме Маджапуро |
| 32                                                                              | Кидки                   | 21                                     |                  | Арбітри: Джой Тоттман Гішме Маджапуро |

Жіноча збірна Словаччини з хокею зайняла 8 місце